# Wilhelm von Homburg
Wilhelm von Homburg (de son vrai nom : Norbert Grupe) est un acteur et boxeur allemand né le 25 août 1940 à Berlin et mort le 10 mars 2004 à Puerto Vallarta, Mexique. Il entame une carrière d'acteur dont le rôle le plus connu est celui de Vigo des Carpathes dans SOS Fantômes 2 en 1989. Il est aussi un des terroristes, James, dans Piège de cristal en 1988. Il joue le rôle d'un souteneur dans La Ballade de Bruno de Werner Herzog.

## Carrière de boxeur
Homburg commence à s'intéresser à la boxe après avoir vu le combat opposant Emile Griffith à Benny Paret. Sa carrière en tant que boxeur professionnel commence le 20 juillet 1962 par un match nul contre Sam Wyatt à Los Angeles. Sur 8 ans de carrière, il dispute 46 combats, dont 29 victoires dans les catégories lourd-léger et poids lourd. Homburg prend le surnom de "Prinz" (Prince) dans le but de se créer une image "royale". Sa première victoire se déroule le 16 septembre 1962 lorsqu'il met K.O Bob Brown au 3e round à San Diego. Le 25 octobre, il perd pour la première fois lorsqu'il est mis K.O au troisième round par Freeman Harding à Los Angeles.
Sa carrière est marquée par un combat pour le titre de champion d'Europe EBU poids lourds le 19 novembre 1966 face à l'italien Piero Del Papa, combat qu'il perd par disqualification au 11e round à la suite de coups de tête alors qu'il est en avance au pointage des juges. Dès le début, il change son nom Norbert Grupe Jr. en Wilhelm von Homburg, car Grupe signifie groupie en anglais.

## Carrière d'acteur
Avant la fin de sa carrière de boxeur, et dans le but de se convertir plus tard. Il débute dans un rôle d'une vedette hollandaise de la boxe se voyant offrir un pot-de-vin pour un combat dans la neuvième saison pour un épisode de la série télévisée Gunsmoke intitulé "The Promoter" (1964). Le réalisateur Andrew V. McLaglen engage le scénariste John Meston pour écrire l'épisode inspiré de la vie de Wilhelm en tant que boxeur. En 1965, il débute au cinéma avec un petit rôle dans Morituri au côté de Marlon Brando. En 1966, il fait une apparition dans le thriller politique d'Alfred Hitchcock Le Rideau déchiré. En 1977, Il joue le rôle d'un souteneur dans La Ballade de Bruno de Werner Herzog. La même année, il est condamné à deux ans et trois mois pour aide à la prostitution et violence volontaire. Sa carrière connaît un hiatus de presque dix ans. En 1988, il fait son retour sur le grand écran dans Piège de cristal avec Alan Rickman et Bruce Willis. il joue le rôle de James, un hommes de main et terroriste faisant partie d'un groupe allemand qui projette de voler le contenu du coffre de la Tour Nakatomi. En 1989, il interprète son rôle le plus connu, celui du méchant Vigo des Carpathes dans SOS Fantômes 2, un tyran du XVIe siècle venant d'Europe de l'est (vaguement basé sur Vlad Tepes). Le nom complet du personnage est Vigo Von Homburg Deutschendorf, un hommage à son passé de boxeur et à son nom de scène. Du fait de sa diction peu compréhensible, toutes ses répliques sont doublées avec la voix avec une tonalité de baryton de Max von Sydow.
Le dernier rôle notable de Wilhem est celui La Nuit du défi en 1992 où il joue le rôle d'un ex-boxeur végétatif qui a raté sa vie. Son dernier rôle au cinéma est dans L'Antre de la folie de John Carpenter en 1995.

## Style de vie
Son style de vie est plutôt flamboyant lorsqu'il est boxeur professionnel. Il était connu pour arriver sur le ring avec un cigare aux lèvres, ce qui, pour un sportif professionnel, est assez inhabituel. À cette époque, il est surnommé « la réponse allemande à Mohammed Ali », en raison de ses prises de positions politiques de gauche sur les questions de société en vogue dans les années 1960. Il est connu pour fréquenter des proxénètes, des trafiquants de drogue, et la section locale de motards Hells Angel. Étant la cible des paparazzis, toutes ses affaires judiciaires font la une des journaux à scandale. À la suite de diverses condamnations pour extorsions, trafic de drogue et proxénétisme, il passe en tout cinq ans de sa vie derrière les barreaux en Allemagne. 

## Dernières années
Homburg vit dans un grand dénuement dans un van Volkswagen avec son chien dans la banlieue de Los Angeles. Après un bref séjour chez un ami, ancien boxeur, au Texas, il se rend au Mexique. Il meurt d'un cancer de la prostate au Mexique en 2004.

## Filmographie
- 1965 : Morituri : Crew Member
- 1966 : The Last of the Secret Agents? (en) : GGI Man
- 1966 : Le Rideau déchiré (Torn Curtain) : Blonde Twin in Bus
- 1966 à 1968 : Les Mystères de l'Ouest (The Wild Wild West), de Michael Garrison (série TV)
  - La Nuit des Traquenards (The Night of the Tottering Tontine), Saison 2 épisode 16, de Irving J. Moore (1966) : Pearse
  - La Nuit de la Main d'acier (The Night of the Iron Fist), Saison 3 épisode 14, de Marvin J. Chomsky (1967) : Abel Garrison
  - La Nuit du Kinétoscope (The Night of the Big Blackmail), Saison 4 épisode 1, de Irving J. Moore (1968) : Hess
- 1967 à 1968 : Les Envahisseurs (The invaders), de Larry Cohen (série TV)
  - Labyrinthe (Labyrinth), Saison 2 épisode 12, de Art Wallace (1967) : Le patient envahisseur
- 1967 : Pension Clausewitz : Américain
- 1968 : La Brigade du diable (The Devil's Brigade) : Fritz
- 1968 : Tous les héros sont morts (The Hell with Heroes) de Joseph Sargent : Hans
- 1969 : The Wrecking Crew : Gregor
- 1970 : Ces messieurs aux gilets blancs (Die Herren mit der weißen Weste) : Max Graf Boker
- 1977 : La Ballade de Bruno (Stroszek) : Souteneur
- 1988 : Piège de cristal (Die Hard) de John McTiernan : James
- 1989 : SOS Fantômes 2 (Ghostbusters II) : Vigo
- 1989 : Opération Crépuscule (The Package) : West Berlin Police Lieutenant
- 1990 : Midnight Cabaret : Juan Carlos
- 1991 : Eye of the Storm : tueur
- 1991 : Night of the Warrior : Bike
- 1992 : La Nuit du défi (Diggstown) : Charles Macum Diggs
- 1994 : Le Silence des jambons (Il Silenzio dei prosciutti) : Maitre D'
- 1995 : L'Antre de la folie (In the Mouth of Madness) : Simon